# Municipio de Exira
El municipio de Exira (en inglés: Exira Township) es uno de los doce municipios ubicados en el condado de Audubon en el estado estadounidense de Iowa. En el año 2000 el municipio tenía una población de 1186 habitantes y una densidad poblacional de 11,9 personas por km². En su territorio se encuentran dos ciudades, Brayton y Exira.

## Geografía
El municipio de Exira se encuentra ubicado en las coordenadas 41°33′05″N 94°52′40″O / 41.55139, -94.87778.